# Renaixement bengalí

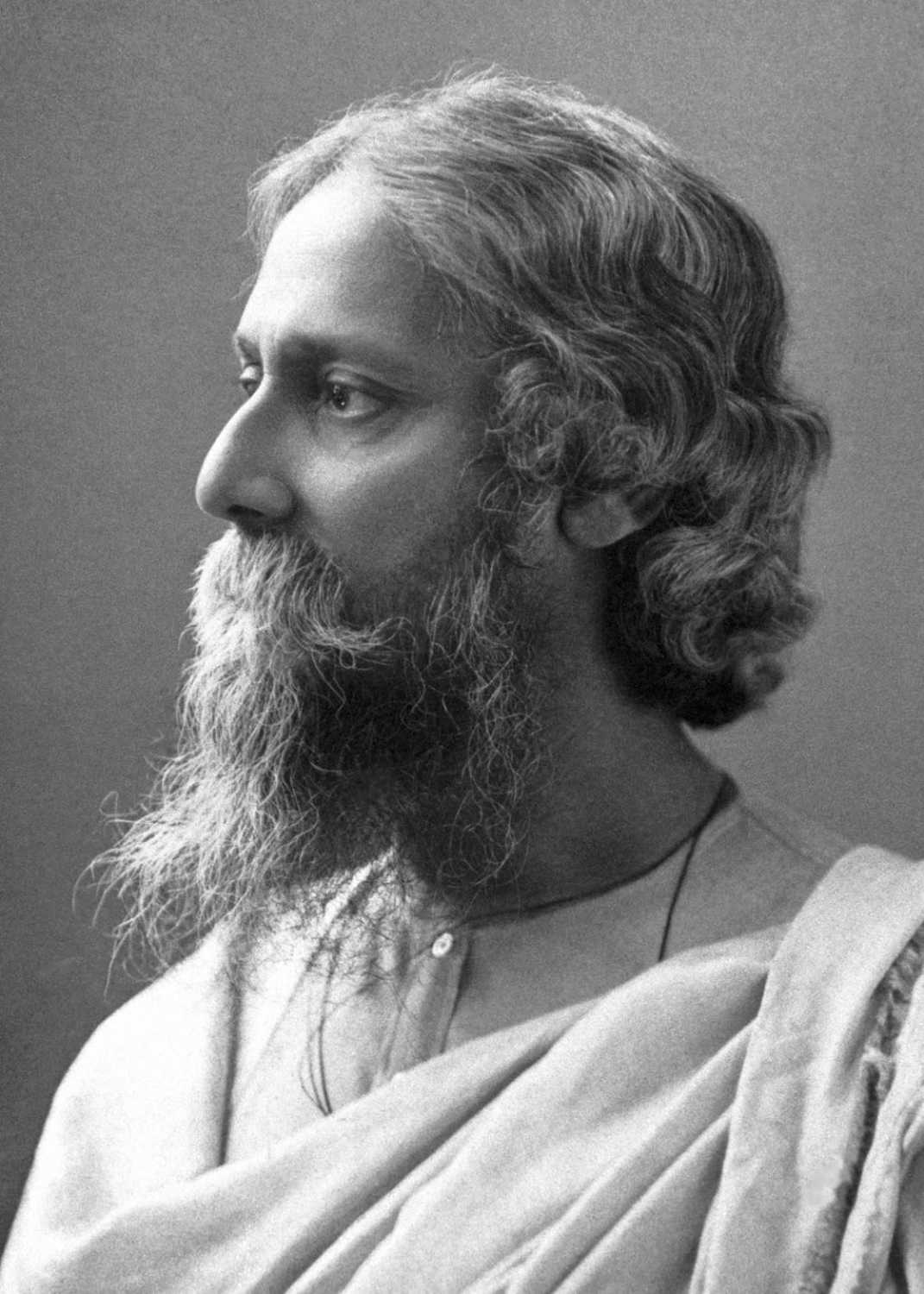
Rabindranath Tagore, poeta, filòsof i artista. Va guanyar el premi Nobel de Literatura l'any 1913.

El Renaixement bengalí (o Renaixement de Bengala) (bengalí: বাংলার নবজাগরণ; Banglār Nobojāgoroṇ) fou un moviment cultural, social, intel·lectual i artístic a la regió de Bengala, en la part oriental del subcontinent indi, que va tenir lloc durant el període de l'Imperi indi britànic, entre els segles XIX i XX.
L'historiador Nitish Sengupta descriu el Renaixement bengalí com un moviment que tingué lloc desde Raja Ram Mohan Roy (1775–1833) fins a Rabindranath Tagore (1861–1941). Segons l'historiador Sumit Sarkar, els religiosos, acadèmics, literats, periodistes, oradors patriòtics i científics bengalís del segle xix foren venerats i vistos amb nostàlgia durant els principis i mitjans del segle xix. A principis de la dècada del 1970, tanmateix, va sorgir una visió més crítica. "Uns pocs acadèmics seriosos podrien negar que la Bengala del segle xix hagués quedat curta respecte el suposat prototipus italià", va escriure Sarkar. Tot i que en 1990 la "[classe] mitjana culta bengalí" encara admirava el Renaixement bengalí, "la majoria d'intel·lectuals que els agradaria considerar-se radicals i sofisticats" ja no glorificaven el període.

## Rerefons
Durant aquest període, Bengala va ser testimoni d'un despertar intel·lectual que és d'alguna manera similar al Renaixement d'Europa del segle xvi, tot i que els europeus d'aquella època no havien d'afrontar el repte i la influència del colonialisme estranger. Aquest moviment va qüestionar les ortodòxies existents, particularment pel que fa a les dones, el matrimoni, el sistema de dot, el sistema de castes i la religió. Un dels primers moviments socials que van sorgir durant aquest temps fou el moviment Young Bengal (Bengala Jove), que propugnava el racionalisme i l'ateisme com els denominadors comuns de la conducta civil entre la casta superior culta hindú.

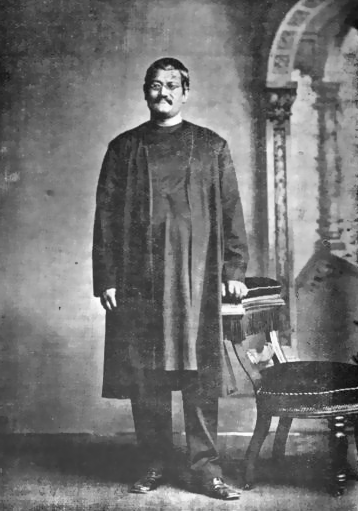
Keshab Chandra Sen és un dels pioners de Brahmo Samaj.

El moviment sòcio-religiós paral·lel, el Brahmo Samaj, es va desenvolupar durant aquest període i va comptar amb molts dels dirigents del Renaixement bengalí entre els seus seguidors. Tanmateix, en aquella era feudal colonial, el Brahmo Samaj, com la resta de la societat en els anys anteriors, no podria conceptualitzar una Índia lliure, ja que estava influïda per la Il·lustració europea (i els seus seguidors a l'Índia, el Raj Britànic), tot i que les seves arrels intel·lectuals es remuntaven fins als Upanixads. La seva versió de l'hinduisme, o més aviat d'una Religió Universal (similar a la de Ramakrishna), tot i que mancava de pràctiques com el sati i la poligàmia (que s'havien traslladat als aspectes socials de la vida hindú), era finalment una fe monoteista impersonal rígida, que era de fet bastant diferent de la naturalesa plural i plurifacètica en la manera com es practicava la religió hindú. Els futurs dirigents Keshub Chunder Sen era tant devots de Crist com de Brama, Krixna o Buda. Alguns estudiosos han argumentat que el moviment Brahmo Samaj mai no va obtenir el suport de les masses i va quedar restringit a l'elit, tot i que la societat hindú ha acceptat la majoria dels programes de reforma socials del Brahmo Samaj. També s'ha reconegut que molts dels Brahmos posteriors eren també dirigents del moviment d'independència de l'Índia.
El període de renaixement després de la Rebel·lió índia de 1857 va veure un magnífic aflorament de la literatura bengalí. Mentre Ram Mohan Roy i Iswar Chandra Vidyasagar n'eren els pioners, altres com Bankim Chandra Chatterjee es van fonamentar sobre la base dels primers. El primer trencall nacionalista significatiu al Renaixement bengali fou donat per les escriptures de Bankim Chandra Chatterjee. Alguns escriptors posteriors d'aquest període, com Saratchandra Chatterjee, van introduir una àmplia discussió dels problemes socials i formes més col·loquials del bengalí en el corrent principal de la literatura.

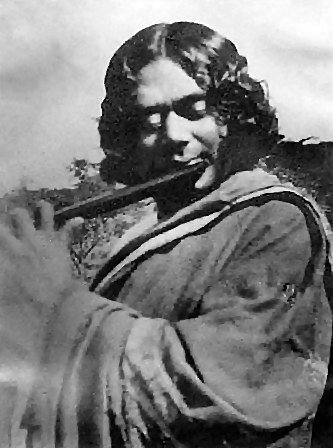
Kazi Nazrul Islam, poeta nacional de Bangladesh

La família Tagore, incloent Rabindranath Tagore, eren exponents d'aquest període i van tenir un particular interès en la reforma educativa. La seva contribució al Renaixement bengalí va tenir diversos vessants. Diversos membres de la família, com Rabindranath, Abanindranath, Gaganendranath i Jyotirindranath Tagore, Asit Kumar Haldar i Jnanadanandini Devi estaven associats amb el moviment.

## Comparació amb el Renaixement europeu
El terme "renaixement" en la història d'Europa fou utilitzat en el context del ressorgiment de l'aprenentatge greco-romà durant els segles XV i XVI, després del llarg i fosc període medieval. Però la modernització i eflorescència de la cultura bengalí van ser catalitzades pel seu contacte amb la cultura occidental després de l'establiment del Raj Britànic a Bengala l'any 1857. Els bengalís foren el primer poble asiàtic de l'era moderna en interaccionar amb la cultura occidental d'una manera profunda i significativa, i així es van produir obres d'un interès global durador. Una comparació seriosa considera els impactes dels anomenats dramatis personae del Renaixement bengalí com Keshab Chandra Sen, Bipin Chandra Pal i M. N. Roy. Durant aproximadament un segle, la consciència bengalí d'un món modern que canvia ràpidament era més profunda i anterior a la de la resta de l'Índia. Moltes de les figures capdavanteres de diversos camps en Índia, i fins i tot en tota la regió asiàtica que tingueren aquestes influències estrangeres, eren de Bengala. La reforma de la religió, la societat i l'educació van començar amb Rammohan Roy a l'Índia. Els primers grans exponents moderns en diversos camps d'Àsia (en novel·la, Bankim Chandra Chatterjee; en poesia, Rabindranath Tagore; en pintura, Rabindranath Tagore, Gaganendranath Tagore i Abanindranath Tagore juntament amb el japonès Yokoyama Taikan; en escultura, Ramkinkar Baij; en filosofia, Krishna Chandra Bhattacharya; en ciència, Jagadish Chandra Bose juntament amb el japonès Kitasato Shibasaburō) eren de Bengala. El rol que jugava Bengala en el despertar modern de l'Índia és així comparable al paper d'Itàlia en el renaixement europeu.
Hi ha altres distincions notables. De vegades, hom es refereix a la modernitat del Renaixement de Bengala com modernitat post-Il·lustració. A diferència del Renaixement italià, va influir i va aconseguir impactar una porció substancial de la societat índia, encara que gairebé totes les seves figures destacades eren membres de la classe mitjana, molts dels quals sentien també afinitat pels objectius del socialisme.
Segons Nitish Sengupta, encara que el Renaixement bengalí era la "culminació del procés de ressorgiment de les característiques culturals del poble de Bengala que havien començat en l'època de Hussein Shah, va ser predominantment hindú i només parcialment musulmà." Hi havia, no obstant això, exemples d'intel·lectuals musulmans com Syed Ameer Ali, Mosharraf Hussain, Sake Dean Mahomed, Kazi Nazrul Islam, i Roquia Sakhawat Hussain. La Llibertat de Moviment d'Intel·lecte buscava desafiar els dogmes religiosos i socials en la societat musulmana bengalí.

## Ciència i tecnologia

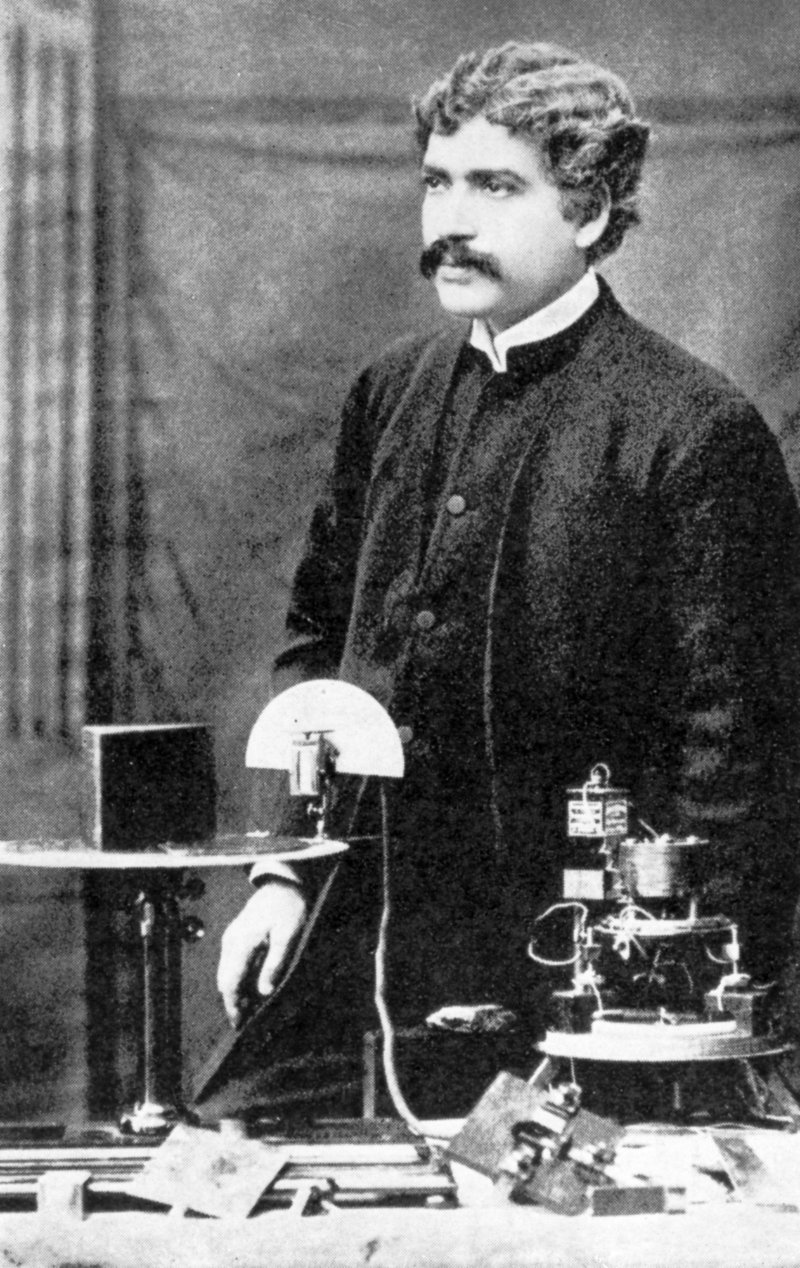
Jagadish Chandra Bose fou un dels pares de ciència radiofònica.

Durant el Renaixement bengalí, la ciència també fou liderada per diversos científics de Bengala com Satyendra Nath Bose, Anil Kumar Gain, Prasanta Chandra Mahalanobis, Prafulla Chandra Ray, Debendra Mohan Bose, Jagadish Chandra Bose, Jnan Chandra Ghosh, Gopal Chandra Bhattacharya, Kishori Mohan Bandyopadhyay, Jnanendra Nath Mukherjee, Sisir Kumar Mitra, Upendranath Brahmachari i Meghnad Saha.

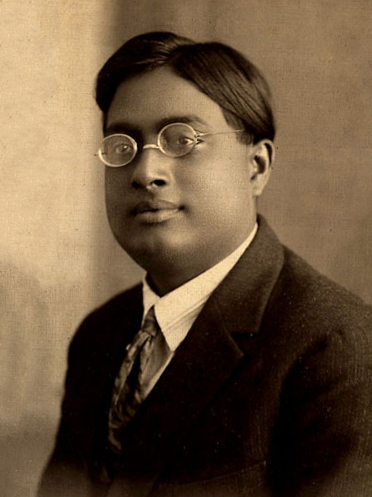
Satyendra Nath Bose fou un dels pioners de la mecànica quàntica.

Jagadish Chandra Bose (1858–1937) era un homo universalis: físic, biòleg, botànic, arqueòleg i escriptor de ciència-ficció. Va liderar la investigació de la ràdio i l'òptica de microones, va fer contribucions molt significatives a la botànica, i va posar els fonaments de la ciència experimental en el subcontinent indi. Es considera un dels pares de ciència radiofònica, i també el pare de la ciència-ficció bengalí. També va inventar el crescògraf.
Anil Kumar Gain (1919–1978) i Prasanta Chandra Mahalanobis (1893–1972) foren estadístics i matemàtics capdavanters del seu temps. Gain fundà la Universitat Vidyasagar, mentre que Mahalanobis va posar els fonaments per a l'Institut Estadística de l'Índia.
Satyendra Nath Bose (1894–1974) fou un físic, especialitzat en física matemàtica. És conegut per la seva obra sobre mecànica quàntica a primers dels anys 20, proporcionant els fonaments per a l'estadística de Bose-Einstein i la teoria del condensat de Bose-Einstein. D'ell prové el nom del bosó. Tot i que més es va concedir més d'un premi Nobel per les investigacions relacionades amb els conceptes del bosó, l'estadística de Bose-Einstein estadística i el condensat de Bose-Einstein (essent l'últim el premi Nobel de Física de 2001, el qual va ser concedir per avançar la teoria de condensats de Bose-Einstein), a Bose mai no se li va concedir el premi Nobel.

## Art

### Arts visuals
L'Escola d'Art de Bengala fou un moviment artístic i un estil de pintura índia originada en Bengala que s'expandí per tota l'Índia britànica a primers del segle xx. També coneguda com a "estil indi de pintura" en la seva primera època, estava associada amb el nacionalisme indi (swadeshi) i liderat per Abanindranath Tagore.
A partir de la influència de les idees espirituals de l'Índia en el món occidental, el mestre d'art britànic Ernest Binfield Havell va intentar reformar els mètodes d'ensenyament a l'Escola d'Art de Calcuta per animar els estudiants a imitar les miniatures Mughal. Això va causar certa controvèrsia, la qual cosa va portar a una vaga d'estudiants i a les queixes de la premsa local, incloent les de nacionalistes que ho consideraven un moviment regressiu. Havell va tenir el suport de l'artista Abanindranath Tagore. De la mateixa manera que amb el Renaixement italià, els artistes van agafar la seva inspiració del passat. Abanindranath es va inspirar en les miniatures índies, i Nandalal Bose en els murals de les coves d'Ajanta.
Alguns artistes prominents associats amb l'escola de Bengala inclouen Nandalal Bose, Abanindranath Tagore i Gaganendranath Tagore, Asit Kumar Haldar, Kalipada Ghoshal, Sunayani Devi i Beohar Rammanohar Sinha. La influència de l'escola de Bengala en l'Índia va entrar en declivi amb la difusió de les idees modernistes dels anys 20, la qual cosa va derivar finalment en el desenvolupament de la pintura índia moderna.

### Música
Rabindranath Tagore fou el músic més conegut d'aquest període.

### Cinema

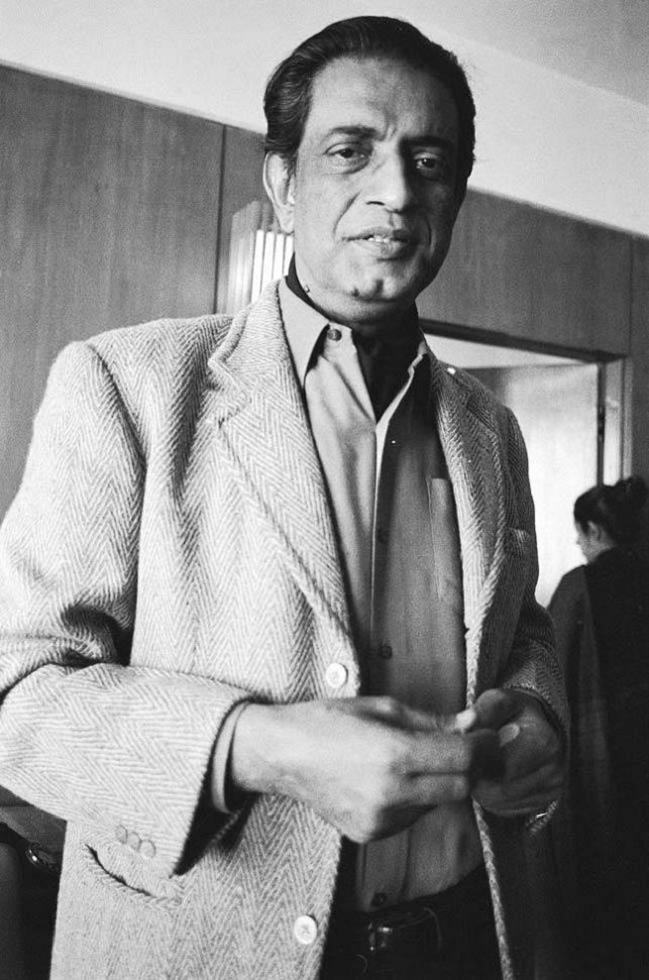
Satyajit Ray

Satyajit Ray és considerat com un del més grans realitzadors del segle xx. Tot i que tradicionalment es diu que el Renaixement bengalí va acabar amb la independència de l'Índia, Ray és considerat com l'última figura prominent del moviment.

## Literatura

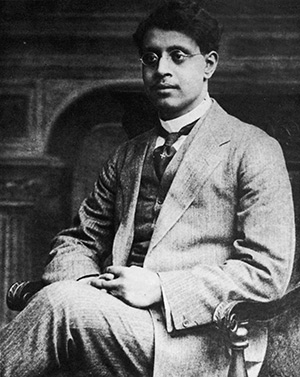
Sukumar Ray

Rabindranath Tagore és la figura literària més influent del moviment. La novel·la curta de Tagore de 1901 Nastanirh fou escrita com una crítica dels homes que professaven seguir els ideals del Renaixement, però que fracassaven fer-ho en el si de les seves pròpies famílies. En molts aspectes, les obres de Rabindranath Tagore (especialment els poemes i les cançons) es poden veure com imbuïdes amb l'esperit dels Upanixads. Les seves obres al·ludeixen repetidament a les idees Upanixad sobre l'ànima, l'alliberament i la transmigració. La traducció a l'anglès d'un conjunt de poemes de Tagore anomenat Gitanjali li va fer guanyar el Premi Nobel de Literatura l'any 1913. Fou el primer asiàtic a guanyar aquest premi (i la primera persona no europea no caucàsica a guanyar el premi Nobel en qualsevol categoria).
Begum Rokeya és coneguda per la seva obra Sultana's Dream (El somni de la sultana), el qual descriu una societat futurista de rols intercanviats, on els homes són tancats amb clau en reclusió, d'una manera semblant a la pràctica musulmana tradicional de purdah vers les dones.
Segons l'historiador Romesh Chunder Dutt:
| « | (anglès) The conquest of Bengal by the English was not only a political revolution, but ushered in a greater revolution in thoughts and ideas, in religion and society ... From the stories of gods and goddesses, kings and queens, princes and princesses, we have learnt to descend to the humble walks of life, to sympathise with the common citizen or even common peasant … Every revolution is attended with vigour, and the present one is no exception to the rule. Nowhere in the annals of Bengali literature are so many or so bright names found crowded together in the limited space of one century as those of Ram Mohan Roy, Akshay Kumar Dutt, Isvar Chandra Vidyasagar, Isvar Chandra Gupta, Michael Madhusudan Dutt, Hem Chandra Banerjee, Bankim Chandra Chatterjee and Dina Bandhu Mitra. Within the three quarters of the present century, prose, blank verse, historical fiction and drama have been introduced for the first time in the Bengali literature. | (català) La conquesta de Bengala pels anglesos no només va ser una revolució política, sinó que va marcar el començament d'una revolució major en pensaments i idees, en religió i societat... De les històries de déus i deesses, reis i reines, prínceps i princeses, hem après a baixar pels humils camins de la vida, a simpatitzar amb el ciutadà comú o fins i tot amb el camperol comú... Cada revolució és atesa amb vigor, i l'actual no és una excepció a la regla. Enlloc dels anals de la literatura bengalí es troben tants noms brillants reunits en l'espai limitat d'un segle com els de Ram Mohan Roy, Akshay Kumar Dutt, Isvar Chandra Vidyasagar, Isvar Chandra Gupta, Michael Madhusudan Dutt, Hem Chandra Banerjee, Bankim Chandra Chatterjee i Dina Bandhu Mitra. En els tres quarts del segle actual, la prosa, el vers en blanc, la ficció històrica i el drama s'han introduït per primer cop en la literatura bengalí. | » |

### Ciència-ficció
Jagadish Chandra Bose és considerat com el pare de la ciència-ficció de Bengala. Posteriorment, autors com Jagadananda Roy i Satyajit Ray ha escrit en aquest gènere.

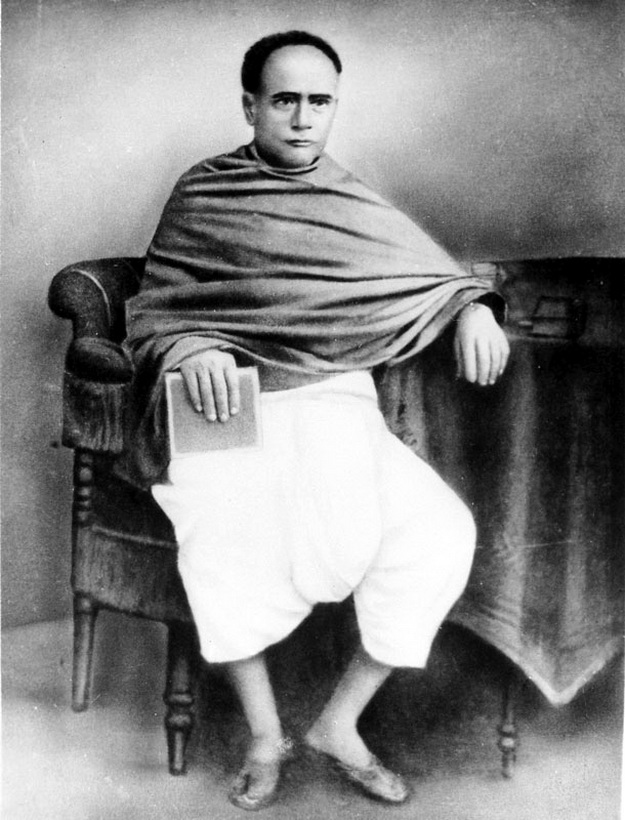
Ishwar Chandra Vidyasagar
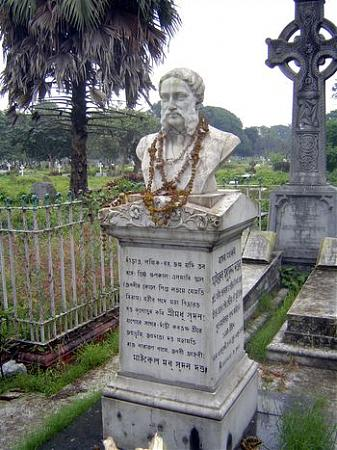
Michael Madhusudan Dutt
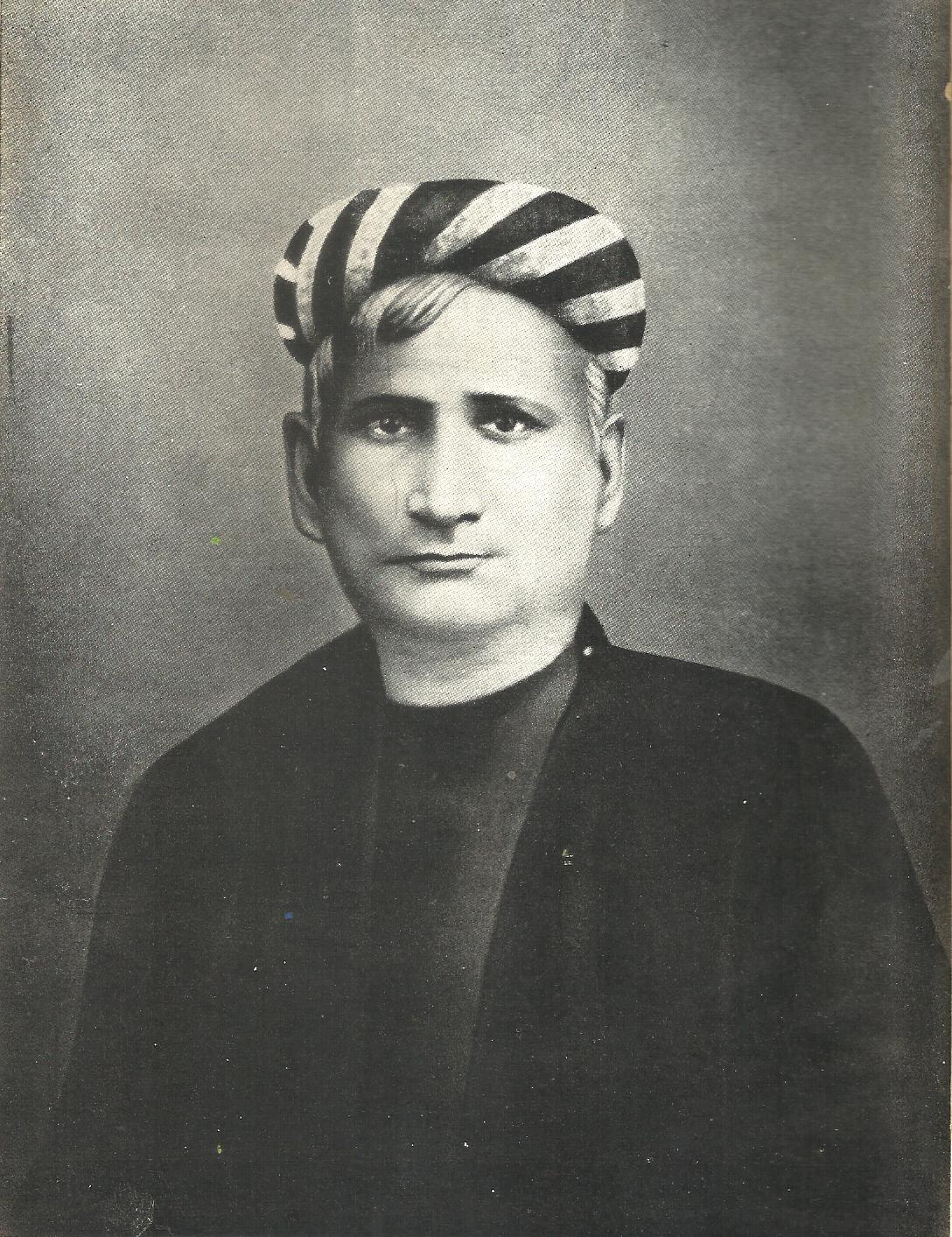
Bankim Chandra Chattopadhyay
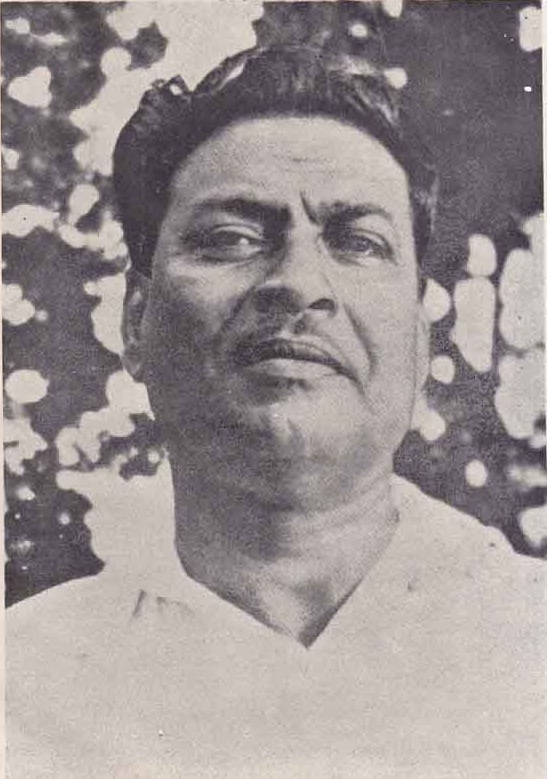
Bibhutibhushan Bandyopadhyay
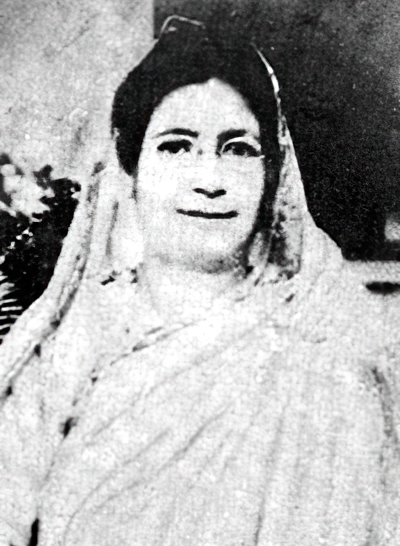
Begum Rokeya

## Religió i espiritualitat
Les personalitats bengalís més notables en el vessant religiós i espiritual són Atiśun, Tilopa, Chaitanya Mahaprabhu, Ramakrishna, Sree Sree Thakur Anukulchandra, Nityananda, Haridasa Thakur, Jiva Goswami, Ramprasad Sen, Lokenath Brahmachari, Swami Vivekananda, Keshub Chandra Sen, Balananda Brahmachari, Vishuddhananda Paramahansa, Sri Aurobindo, Lahiri Mahasaya, Bamakhepa, Yukteswar Giri, Debendranath Tagore, Swami Abhedananda, Bhaktivinoda Thakur, Bhaktisiddhanta Sarasvati, A. C. Bhaktivedanta Swami Prabhupada, Mohanananda Brahmachari, Sitaramdas Omkarnath, Ram Thakur, Lalon, Tibbetibaba, Soham Swami, Nigamananda Paramahansa, Niralamba Swami, Pranavananda, Bijoy Krishna Goswami, Paramahansa Yogananda, Prabhat Ranjan Sarkar, Anukulchandra Chakravarty, Anandamayi Ma, Hariharananda Giri, Anirvan i Sri Chinmoy.

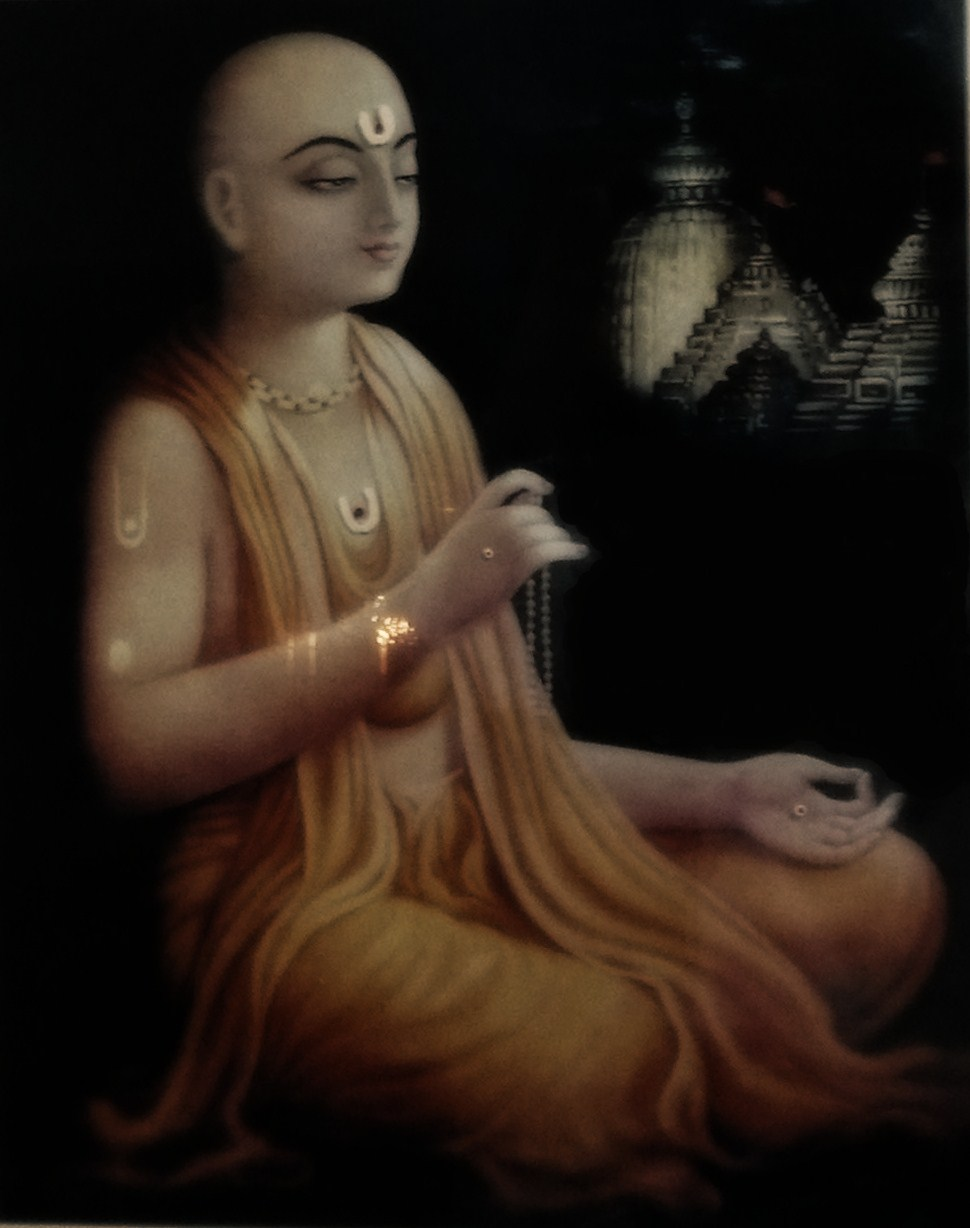
Chaitanya Mahaprabhu
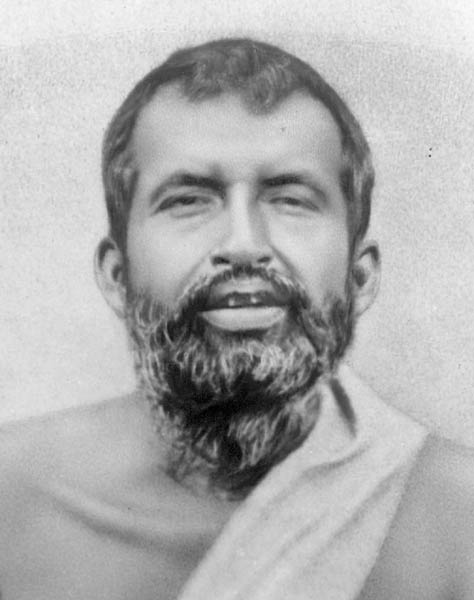
Ramakrishna
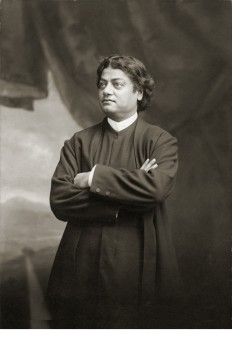
Swami Vivekananda
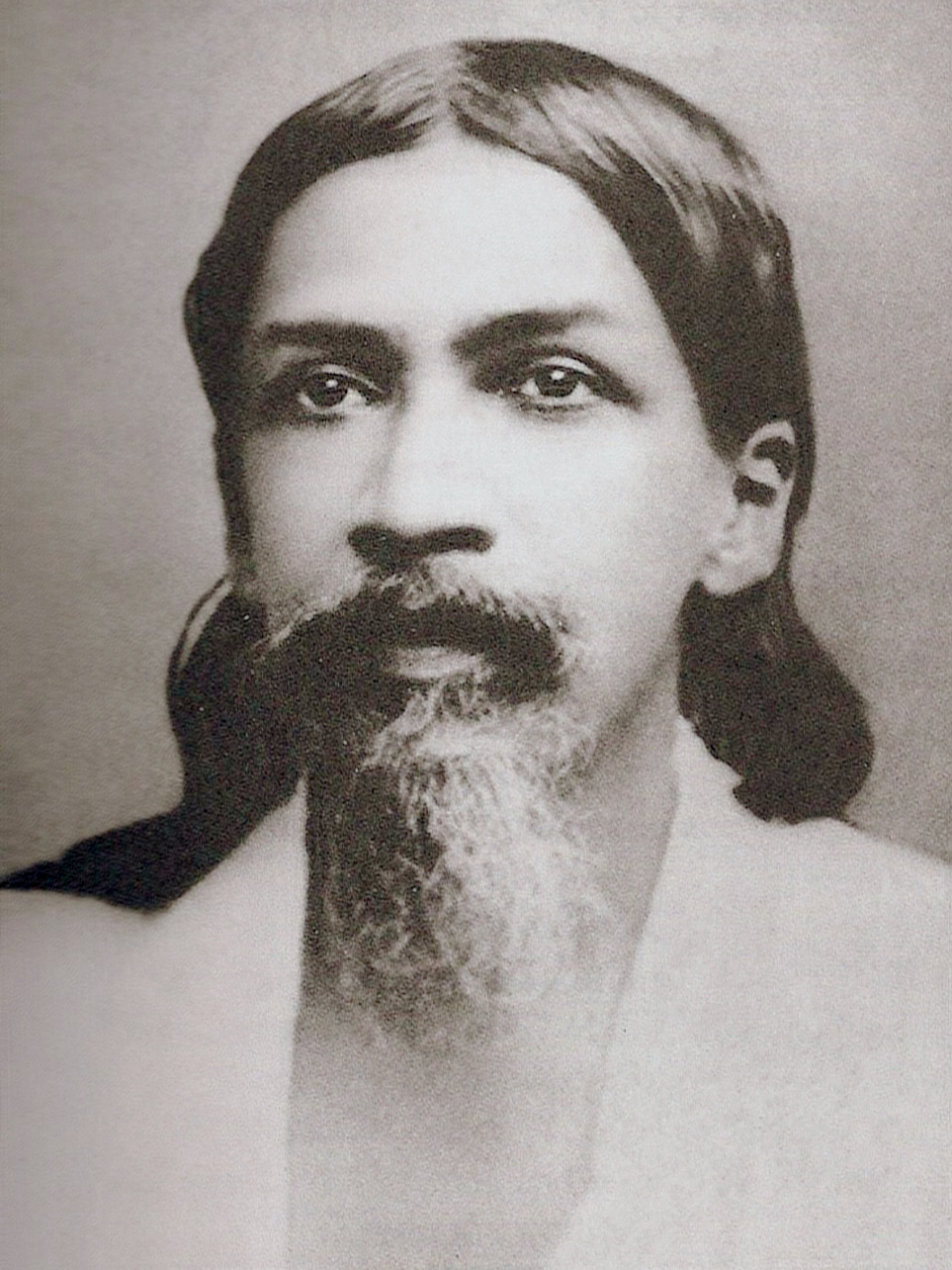
Sri Aurobindo
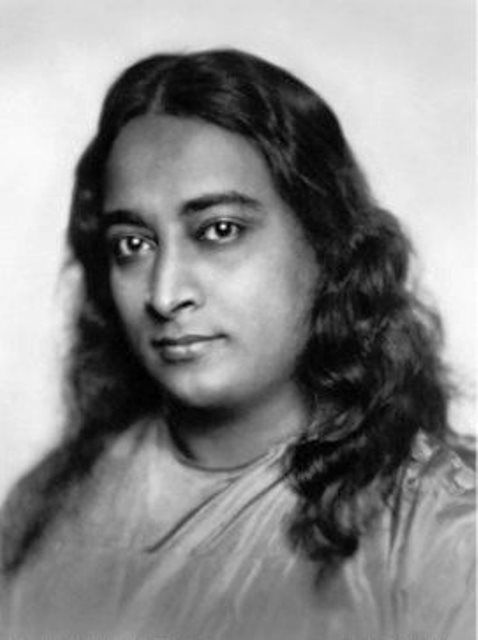
Paramahansa Yogananda
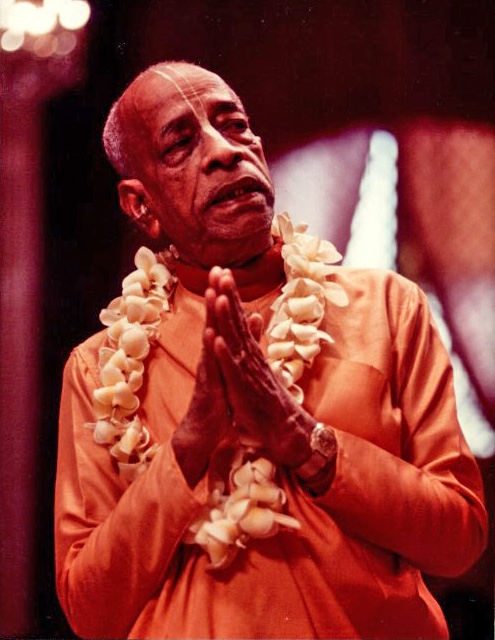
A. C. Bhaktivedanta Swami Prabhupada

## Institucions que hi van contribuir
- Asiatic Society (est.1784)
- Fort William College (1800)
- Serampore College (1817)
- Calcutta School-Book Society (1817)
- Hindu School (1817)
- Hare School (1818)
- Sanskrit College (1824)
- General Assembly's Institution (1830) (ara coneguda com a Scottish Church College)
- Calcutta Medical College (1835)
- Mutty Lall Seal's Free School & College (1842)
- Hindu College (1817) més tard Presidency College, Calcutta (1855), actualment Presidency University (des de 2010)
- Bengal Engineering College, Shibpur (1856) acutualment Indian Institute of Engineering Science and Technology, Shibpur
- Universitat de Calcuta (1857)
- Vidyasagar College (1872)
- Hindu Mahila Vidyalaya (1873)
- Banga Mahila Vidyalaya (1876)
- Indian Association for the Cultivation of Science (1876)
- Bethune College (1879)
- Ripon College (1884) (actualment conegut com a Surendranath College)
- National Council of Education, Bengal (1906) (actualment conegut com a Jadavpur University)
- Universitat Visva-Bharati (1921)
- Universitat de Dhaka (1921)
- Maharaja Manindra Chandra College (1941)
- Seth Anandram Jaipuria College (1945)

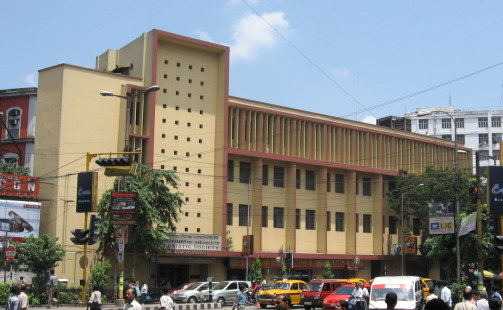
The Asiatic Society
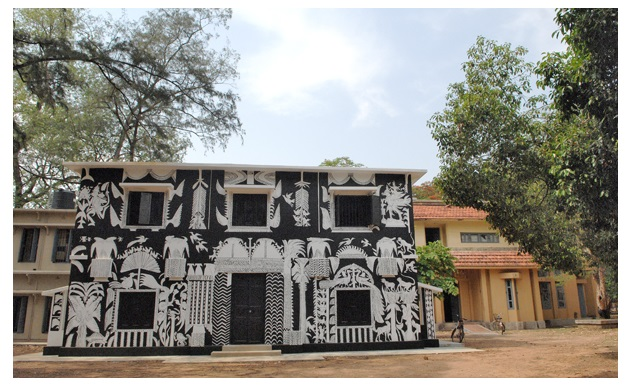
Universitat Visva-Bharati
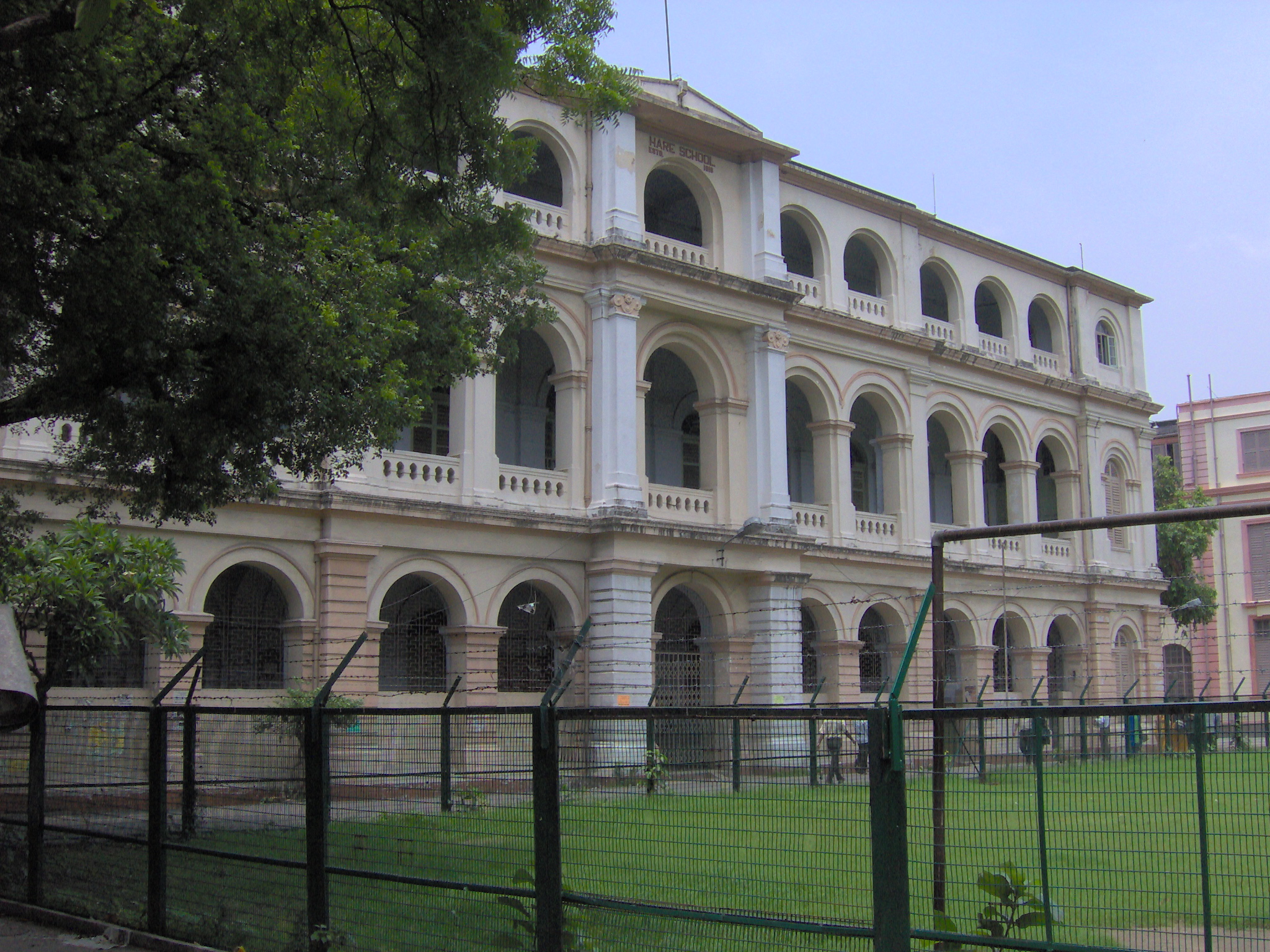
Hare School
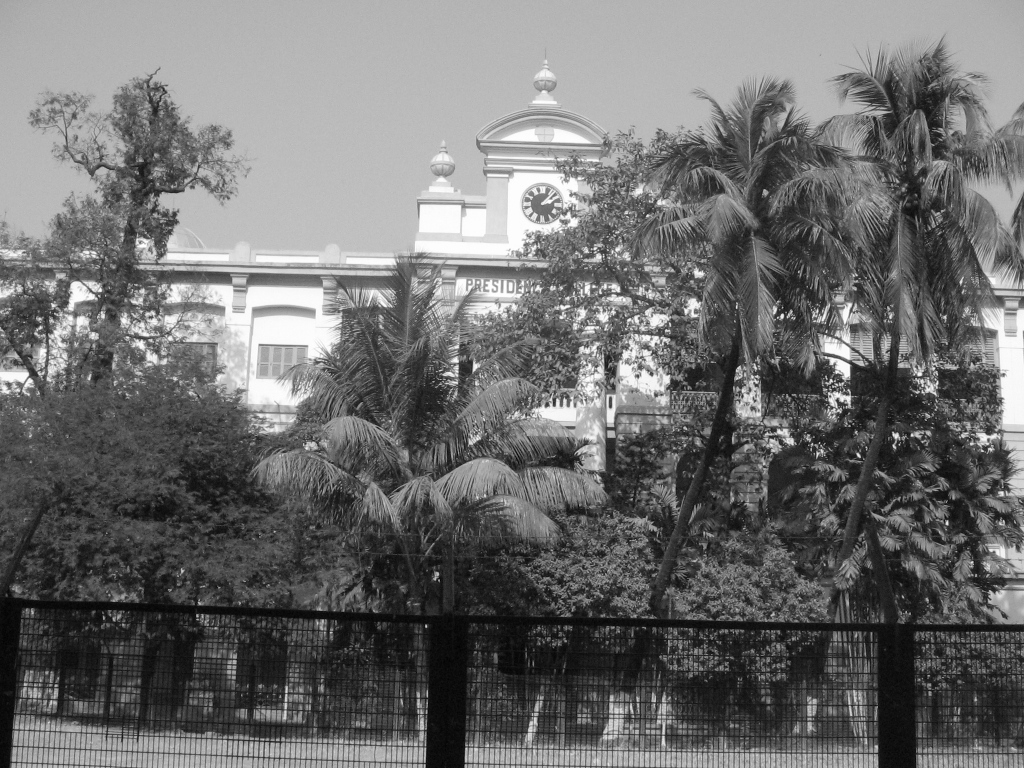
Presidency University
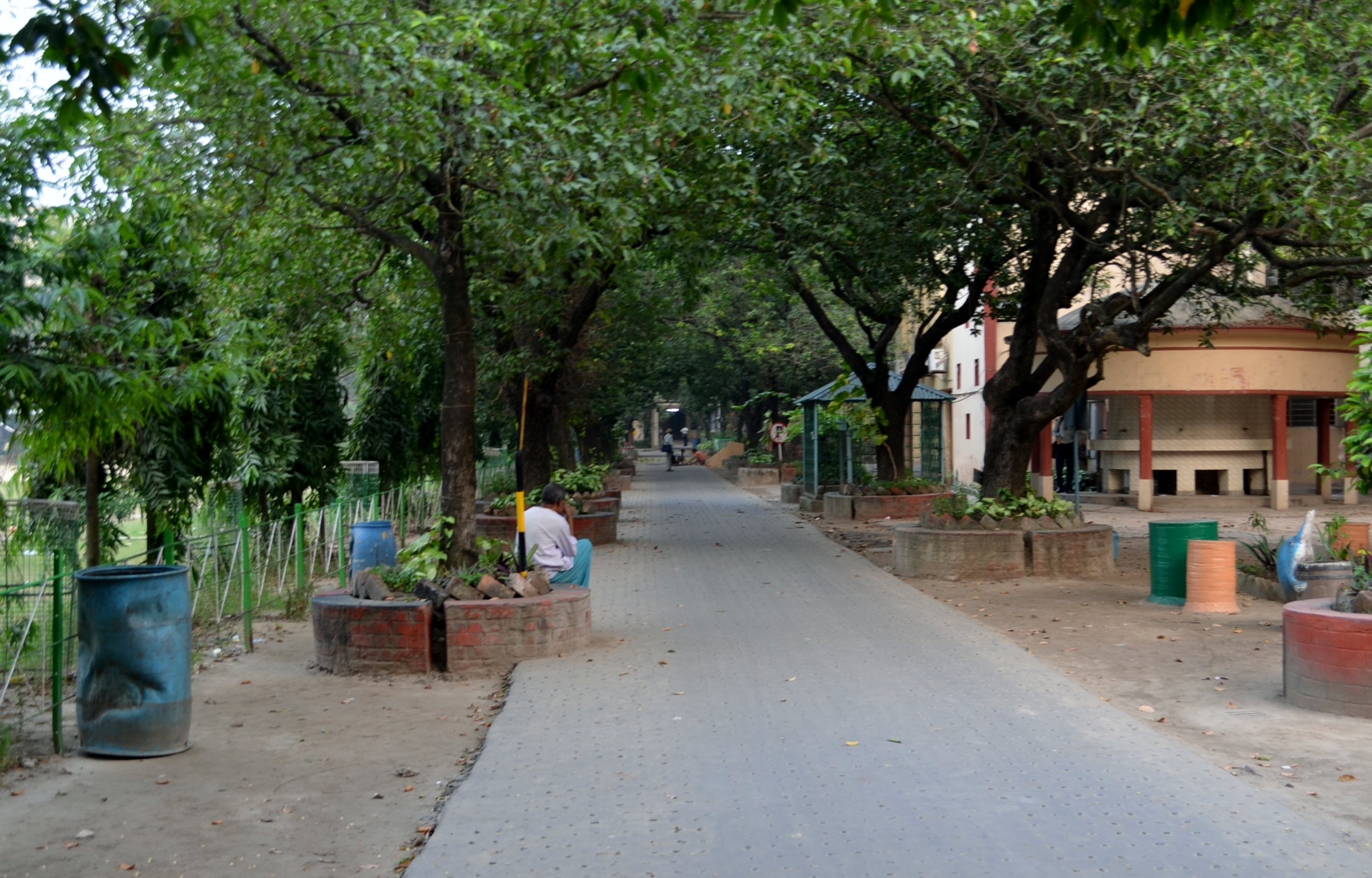
Jadavpur University
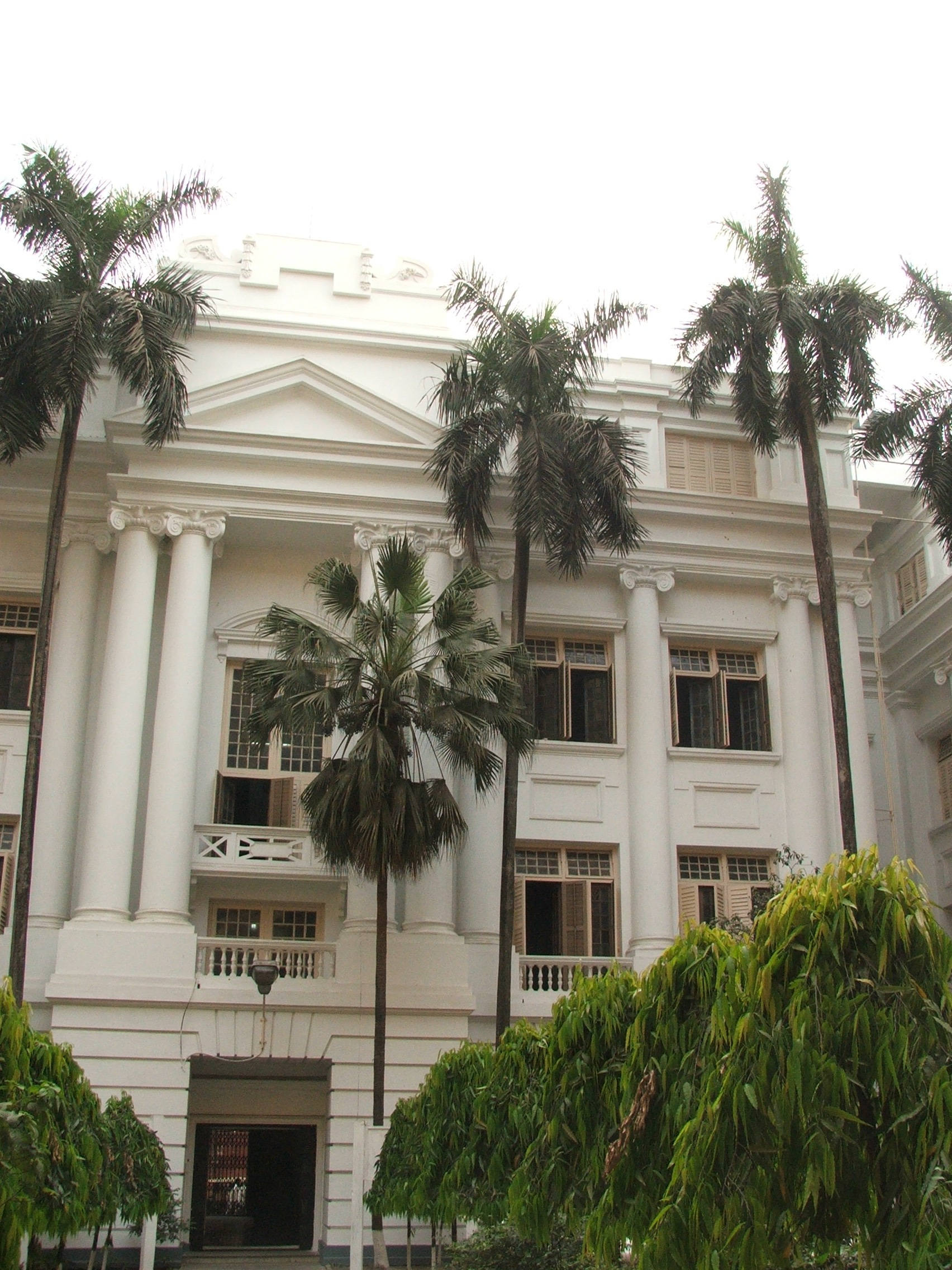
Universitat de Calcuta
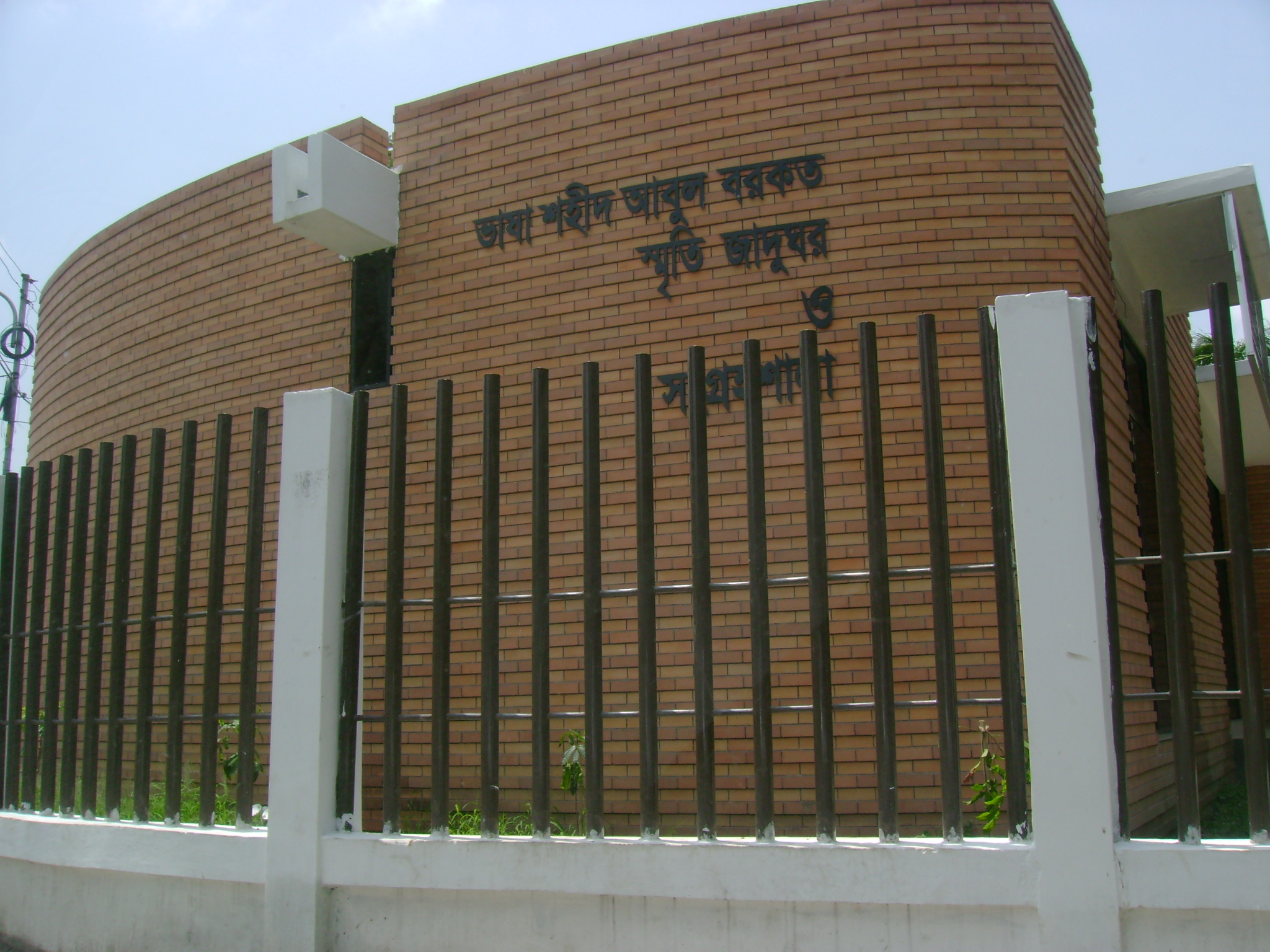
Universitat de Dhaka
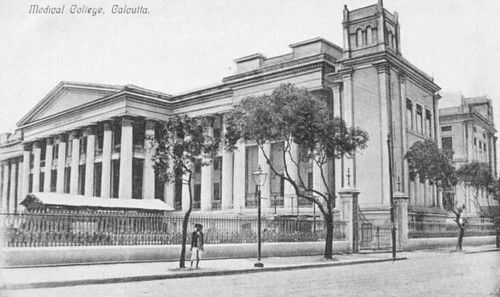
Calcutta Medical College